# Pyrrhopyge evansi
Espèce
Pyrrhopyge evansi est une espèce de lépidoptères (papillons) de la famille des Hesperiidae, de la sous-famille des Pyrginae, de la tribu des Pyrrhopygini et du genre Pyrrhopyge.

## Dénomination
Pyrrhopyge evansi a été décrit par Ernest Layton Bell (d) en 1947 sous le nom initial de Pyrrhopyge phidias evansi.

### Systématique
Pour certains auteurs Pyrrhopyge evansi est une espèce, pour d'autres c'est une sous-espèce de Pyrrhopyge phidias.

### Nom vernaculaire
Pyrrhopyge evansi se nomme Evan's Firetip en anglais.

### Sous-espèces
- Pyrrhopyge evansi evansi ; présent au Costa Rica, au Panama, en Colombie, au Venezuela et en Guyane.
- Pyrrhopyge evansi borburata Orellana, [2010] ; présent au Venezuela[2].

## Description
Pyrrhopyge evansi est un papillon au corps trapu noir, avec la tête et l'extrémité de l'abdomen rouge. 
Les ailes sont de couleur gris vert foncé avec une frange blanche. Les ailes postérieures présentent sur leur revers une zone basale blanche veinée de foncé.

## Biologie

### Plantes hôtes
Les plantes hôtes de sa chenille seraient des Vismia.

## Écologie et distribution
Pyrrhopyge evansi est présent au Costa Rica, au Panama, en Colombie, au Venezuela et en Guyane. 

### Protection
Pas de statut de protection particulier.